# Чемпионат СССР по водному поло 1975
XXXV чемпионат СССР по водному поло (XXXI чемпионат для клубных команд) проходил с 25 марта по 5 ноября 1975 года. Победителем турнира стала команда ЦСК ВМФ.

## Общая информация
В чемпионате участвовали 12 команд высшей лиги класса «А». На предварительном этапе они провели однокруговой турнир, по итогам которого разделились на две финальные группы и разыграли 1—6-е и 7—12-е места. Игры в финальных группах также проходили в один круг; в турнирных таблицах учитывались все результаты, показанные командами на предварительном этапе.
Впервые в чемпионате СССР участвовал зарубежный арбитр. Председатель Международной ассоциации ватерпольных судей Альфонс Анжелло из Франции вместе с арбитрами из разных союзных республик в конце сентября прибыл в Ташкент для участия в расширенном трёхдневном судейском семинаре и, оставшись в узбекской столице, работал на пяти матчах чемпионата страны, в том числе на центральной игре предварительного этапа между ЦСК ВМФ и МГУ.
Чемпионский титул за два тура до конца чемпионата выиграла команда ЦСК ВМФ. Перед началом сезона состав военных моряков пополнил олимпийский чемпион Вячеслав Собченко, к руководству командой после трёхлетнего перерыва вернулся Борис Гойхман, а его помощником стал завершивший карьеру игрока Александр Шидловский. В октябре в ЦСК ВМФ дебютировал прежний лидер команды МГУ Александр Кабанов и одновременно в армию был призван Виталий Романчук, начавший выступления за ЦСК ВМФ уже в 1976 году. Потеря двух ключевых игроков не позволила студентам успешно выступить в осенней части первенства и после трёх чемпионских сезонов они финишировали на втором месте. В борьбе за бронзу между московским и киевским «Динамо» успешнее оказались москвичи.
Минский «Буревестник», в составе которого выступал чемпион мира 1975 года Анатолий Клебанов, не смог сохранить прописку в высшей лиге. Вместе с минчанами в первую группу выбыла ленинградская «Балтика», с 1953 года беспрерывно игравшая в когорте сильнейших команд страны. В следующем чемпионате СССР по высшей лиге их заменили «Москвич» и алма-атинский «Енбек», выигравшие турнир в первой группе класса «А».

## Предварительные игры

### Турнирная таблица
|                           | 1    | 2   | 3   | 4   | 5   | 6   | 7   | 8   | 9   | 10  | 11   | 12  | И  | В  | Н | П | М     | О  |
| ------------------------- | ---- | --- | --- | --- | --- | --- | --- | --- | --- | --- | ---- | --- | -- | -- | - | - | ----- | -- |
| 1. ЦСК ВМФ (Москва)       |      | 7:6 | 6:4 | 9:8 | 5:4 | 6:6 | 7:4 | 6:3 | 7:4 | 8:5 | 10:5 | 6:1 | 11 | 10 | 1 | 0 | 77:50 | 21 |
| 2. МГУ (Москва)           | 6:7  |     | 4:5 | 5:4 | 4:3 | 8:2 | 7:6 | 6:4 | 8:5 | 5:2 | 7:2  | 4:2 | 11 | 9  | 0 | 2 | 64:42 | 18 |
| 3. «Динамо» (Москва)      | 4:6  | 5:4 |     | 4:4 | 3:3 | 9:6 | 8:5 | 4:2 | 6:6 | 5:5 | 7:4  | 8:7 | 11 | 6  | 4 | 1 | 63:52 | 16 |
| 4. «Динамо» (Киев)        | 8:9  | 4:5 | 4:4 |     | 7:6 | 6:4 | 5:6 | 8:6 | 7:6 | 6:5 | 7:6  | 4:3 | 11 | 7  | 1 | 3 | 66:60 | 15 |
| 5. ККФ (Баку)             | 4:5  | 3:4 | 3:3 | 6:7 |     | 7:7 | 3:2 | 5:2 | 3:4 | 4:2 | 6:3  | 5:4 | 11 | 5  | 2 | 4 | 49:43 | 12 |
| 6. «Динамо» (Тбилиси)     | 6:6  | 2:8 | 6:9 | 4:6 | 7:7 |     | 8:4 | 5:6 | 6:4 | 4:6 | 4:2  | 6:4 | 11 | 4  | 2 | 5 | 58:62 | 10 |
| 7. «Динамо» (Алма-Ата)    | 4:7  | 6:7 | 5:8 | 6:5 | 2:3 | 4:8 |     | 2:2 | 8:2 | 7:7 | 6:6  | 5:5 | 11 | 2  | 4 | 5 | 55:60 | 8  |
| 8. «Буревестник» (Минск)  | 3:6  | 4:6 | 2:4 | 6:8 | 2:5 | 6:5 | 2:2 |     | 1:2 | 3:2 | 6:6  | 7:6 | 11 | 3  | 2 | 6 | 42:52 | 8  |
| 9. «Мехнат» (Ташкент)     | 4:7  | 5:8 | 6:6 | 6:7 | 4:3 | 4:6 | 2:8 | 2:1 |     | 4:6 | 7:5  | 6:6 | 11 | 3  | 2 | 6 | 50:63 | 8  |
| 10. «Динамо» (Львов)      | 5:8  | 2:5 | 5:5 | 5:6 | 2:4 | 6:4 | 7:7 | 2:3 | 6:4 |     | 3:4  | 3:3 | 11 | 2  | 3 | 6 | 46:53 | 7  |
| 11. «Спартак» (Волгоград) | 5:10 | 2:7 | 4:7 | 6:7 | 3:6 | 2:4 | 6:6 | 6:6 | 5:7 | 4:3 |      | 3:3 | 11 | 1  | 3 | 7 | 46:66 | 5  |
| 12. «Балтика» (Ленинград) | 1:6  | 2:4 | 7:8 | 3:4 | 4:5 | 4:6 | 5:5 | 6:7 | 6:6 | 3:3 | 3:3  |     | 11 | 0  | 4 | 7 | 44:57 | 4  |

### Матчи
Тбилиси, бассейн республиканского спорткомитета

1-й тур. 25 марта
- «Балтика» — «Динамо» А-А — 5:5
- «Динамо» Тб — ЦСК ВМФ — 6:6
- «Динамо» М — «Мехнат» — 6:6

2-й тур. 26 марта
- «Мехнат» — «Балтика» — 6:6
- ЦСК ВМФ — «Динамо» А-А — 7:4
- «Динамо» М — «Динамо» Тб — 9:6

3-й тур. 27 марта
- «Динамо» А-А — «Мехнат» — 8:2
- «Динамо» Тб — «Балтика» — 6:4
- ЦСК ВМФ — «Динамо» М — 6:4

4-й тур. 29 марта
- «Динамо» М — «Балтика» — 8:7
- «Динамо» Тб — «Динамо» А-А — 8:4
- ЦСК ВМФ — «Мехнат» — 7:4

5-й тур. 30 марта
- «Динамо» М — «Динамо» А-А — 8:5
- «Динамо» Тб — «Мехнат» — 6:4
- ЦСК ВМФ — «Балтика» — 6:1

Баку, бассейн СКА

1-й тур. 25 марта
- «Динамо» К — «Спартак» — 7:6
- МГУ — «Динамо» Лв — 5:2
- ККФ — «Буревестник» — 5:2

2-й тур. 26 марта
- «Спартак» — «Динамо» Лв — 4:3
- «Динамо» К — «Буревестник» — 8:6
- МГУ — ККФ — 4:3

3-й тур. 27 марта
- «Спартак» — «Буревестник» — 6:6
- МГУ — «Динамо» К — 5:4
- ККФ — «Динамо» Лв — 4:2

4-й тур. 29 марта
- ККФ — «Спартак» — 6:3
- МГУ — «Буревестник» — 6:4
- «Динамо» К — «Динамо» Лв — 6:5

5-й тур. 30 марта
- «Буревестник» — «Динамо» Лв — 3:2
- МГУ — «Спартак» — 7:2
- «Динамо» К — ККФ — 7:6

Ташкент, водноспортивный комбинат

6-й тур. 2 октября
- «Динамо» К — «Динамо» Тб — 6:4
- «Динамо» М — «Буревестник» — 4:2
- МГУ — «Балтика» — 4:2
- «Динамо» Лв — «Динамо» А-А — 7:7
- ЦСК ВМФ — «Спартак» — 10:5
- «Мехнат» — ККФ — 4:3

7-й тур. 3 октября
- ЦСК ВМФ — «Динамо» К — 9:8
- «Динамо» М — МГУ — 5:4
- «Мехнат» — «Спартак» — 7:5
- «Буревестник» — «Динамо» Тб — 6:5
- «Динамо» Лв — «Балтика» — 3:3
- ККФ — «Динамо» А-А — 3:2

8-й тур. 4 октября
- ККФ — «Балтика» — 5:4
- МГУ — «Динамо» Тб — 8:2
- «Динамо» К — «Мехнат» — 7:6
- ЦСК ВМФ — «Буревестник» — 6:3
- «Динамо» Лв — «Динамо» М — 5:5
- «Динамо» А-А — «Спартак» — 6:6

9-й тур. 6 октября
- «Динамо» А-А — «Динамо» К — 6:5
- «Балтика» — «Спартак» — 3:3
- «Динамо» М — ККФ — 3:3
- «Динамо» Лв — «Динамо» Тб — 6:4
- ЦСК ВМФ — МГУ — 7:6
- «Мехнат» — «Буревестник» — 2:1

10-й тур. 7 октября
- МГУ — «Мехнат» — 8:5
- ЦСК ВМФ — «Динамо» Лв — 8:5
- «Динамо» М — «Спартак» — 7:4
- «Динамо» К — «Балтика» — 4:3
- ККФ — «Динамо» Тб — 7:7
- «Буревестник» — «Динамо» А-А — 2:2

11-й тур. 8 октября
- «Динамо» Тб — «Спартак» — 4:2
- «Динамо» Лв — «Мехнат» — 6:4
- МГУ — «Динамо» А-А — 7:6
- «Динамо» К — «Динамо» М — 4:4
- «Буревестник» — «Балтика» — 7:6
- ЦСК ВМФ — ККФ — 5:4

## Финал за 1—6-е места
Матчи прошли в московском бассейне ЦСКА.

### Турнирная таблица
|                       | 1   | 2    | 3    | 4   | 5   | 6   | И  | В  | Н | П | М      | О  |
| --------------------- | --- | ---- | ---- | --- | --- | --- | -- | -- | - | - | ------ | -- |
| 1. ЦСК ВМФ (Москва)   |     | 8:7  | 5:7  | 5:4 | 4:3 | 6:3 | 16 | 14 | 1 | 1 | 105:74 | 29 |
| 2. МГУ (Москва)       | 7:8 |      | 11:6 | 5:9 | 6:4 | 8:3 | 16 | 12 | 0 | 4 | 101:72 | 24 |
| 3. «Динамо» (Москва)  | 7:5 | 6:11 |      | 2:2 | 3:7 | 5:2 | 16 | 8  | 5 | 3 | 86:79  | 21 |
| 4. «Динамо» (Киев)    | 4:5 | 9:5  | 2:2  |     | 7:9 | 5:2 | 16 | 9  | 2 | 5 | 93:83  | 20 |
| 5. ККФ (Баку)         | 3:4 | 4:6  | 7:3  | 9:7 |     | 5:8 | 16 | 7  | 2 | 7 | 77:71  | 16 |
| 6. «Динамо» (Тбилиси) | 3:6 | 3:8  | 2:5  | 2:5 | 8:5 |     | 16 | 5  | 2 | 9 | 76:91  | 12 |

### Матчи
12-й тур. 24 октября
- МГУ — «Динамо» Тб — 8:3
- ККФ — «Динамо» М — 7:3
- ЦСК ВМФ — «Динамо» К — 5:4

13-й тур. 25 октября
- ЦСК ВМФ — ККФ — 4:3
- «Динамо» К — МГУ — 9:5
- «Динамо» М — «Динамо» Тб — 5:2

14-й тур. 26 октября
- ККФ — «Динамо» К — 9:7
- МГУ — «Динамо» М — 11:6
- ЦСК ВМФ — «Динамо» Тб — 6:3

15-й тур. 28 октября
- «Динамо» М — ЦСК ВМФ — 7:5
- «Динамо» К — «Динамо» Тб — 5:2
- МГУ — ККФ — 6:4

16-й тур. 29 октября
- «Динамо» М — «Динамо» К — 2:2
- ЦСК ВМФ — МГУ — 8:7
- «Динамо» Тб — ККФ — 8:5

## Финал за 7—12-е места
Матчи прошли в минском Дворце водного спорта.

### Турнирная таблица
|                           | 7   | 8   | 9   | 10  | 11  | 12  | И  | В | Н | П  | М     | О  |
| ------------------------- | --- | --- | --- | --- | --- | --- | -- | - | - | -- | ----- | -- |
| 7. «Динамо» (Алма-Ата)    |     | 3:4 | 8:8 | 4:4 | 5:4 | 8:4 | 16 | 4 | 6 | 6  | 83:84 | 14 |
| 8. «Мехнат» (Ташкент)     | 4:3 |     | 6:7 | 2:4 | 8:4 | 5:4 | 16 | 6 | 2 | 8  | 75:85 | 14 |
| 9. «Динамо» (Львов)       | 8:8 | 7:6 |     | 4:6 | 4:4 | 4:3 | 16 | 4 | 5 | 7  | 73:80 | 13 |
| 10. «Спартак» (Волгоград) | 4:4 | 4:2 | 6:4 |     | 5:5 | 4:3 | 16 | 4 | 5 | 7  | 69:84 | 13 |
| 11. «Буревестник» (Минск) | 4:5 | 4:8 | 4:4 | 5:5 |     | 4:9 | 16 | 3 | 4 | 9  | 63:83 | 10 |
| 12. «Балтика» (Ленинград) | 4:8 | 4:5 | 3:4 | 3:4 | 9:4 |     | 16 | 1 | 4 | 11 | 67:82 | 6  |

### Матчи
12-й тур. 31 октября
- «Спартак» — «Балтика» — 4:3
- «Динамо» Лв — «Буревестник» — 4:4
- «Мехнат» — «Динамо» А-А — 4:3

13-й тур. 1 ноября
- «Спартак» — «Динамо» Лв — 6:4
- «Динамо» А-А — «Балтика» — 8:4
- «Мехнат» — «Буревестник» — 8:4

14-й тур. 2 ноября
- «Динамо» А-А — «Динамо» Лв — 8:8
- «Мехнат» — «Балтика» — 5:4
- «Буревестник» — «Спартак» — 5:5

15-й тур. 4 ноября
- «Динамо» Лв — «Балтика» — 4:3
- «Спартак» — «Мехнат» — 4:2
- «Динамо» А-А — «Буревестник» — 5:4

16-й тур. 5 ноября
- «Спартак» — «Динамо» А-А — 4:4
- «Динамо» Лв — «Мехнат» — 7:6
- «Балтика» — «Буревестник» — 9:4

## Призёры
ЦСК ВМФ: Анатолий Акимов, Владимир Акимов, Алексей Гаргонов, Вадим Гуляев, Александр Долгушин, Сергей Елисеев, Владимир (Вадим) Жмудский, Александр Кабанов, Вячеслав Собченко, Александр Фролов, Андрей Фролов. Тренер — Борис Гойхман.
 МГУ: Эдуард Александров (Гелерман), Сергей Бондаренко, Александр Древаль, Юрий Заикин, Александр Зеленцов, Николай Мельников, Юрий Митянин, Нугзар Мшвениерадзе, Валерий Пушкарёв, Майт Рийсман, Леонид Тищенко. Тренер — Михаил Рыжак.
 «Динамо» (Москва): Александр Григорьев, Александр Зеленчев, Михаил Иванов, В. Комаров, Александр Муравьёв, Андрей Павлов, Александр Родионов, А. Севрюков, Владимир Сидореев, В. Татаринов, Сергей Шевернёв. Тренер — Сергей Некрасов.